# Luciano Erba
Luciano Erba (Milano, 18 settembre 1922 – Milano, 3 agosto 2010) è stato un poeta, critico letterario, traduttore, scrittore italiano del secondo Novecento, appartenente alla Quarta generazione della Linea Lombarda.

## Biografia
È stato docente universitario di letteratura francese e di Letterature comparate all'Università Cattolica di Milano. Poeta innovativo nel seno della "Linea Lombarda", esordì con Linea K nel 1951; sono seguite poi le raccolte Il bel paese (1955), Il prete di Ratanà (1959), Il male minore (1960), Il prato più verde (1977), Il nastro di Moebius (1980), Il cerchio aperto (1983), Il tranviere metafisico (1987), L'ippopotamo (1989), Variar del verde (1993), L'ipotesi circense (1995), Nella terra di mezzo (2000), Si passano le stagioni (2003), Un po' di repubblica (2005) e Remi in barca (2006).
Stilisticamente, Erba si può dire che abbia ripreso la lezione di Jacques Prévert, tenendosi ad equa distanza da neorealismo ed ermetismo. Di conseguenza mantenne uno stile apparentemente semplice, leggibile, ma al tempo stesso raffinato e sottile.
Fu coautore con Piero Chiara dell'antologia di poesia contemporanea Quarta generazione (1954). Considerato uno dei maggiori poeti italiani ed europei del secondo Novecento, in occasione degli ottant'anni gli venne tributato un prestigioso omaggio tramite un'antologia di inediti di ottanta tra i maggiori poeti viventi. Tra le antologie da lui allestite si ricorda Natale in poesia. Antologia dal IV al XX secolo curata con Roberto Cicala ed edita nella collana "Nativitas" di Interlinea, casa editrice per la quale faceva parte del comitato direttivo della collana di poesia "Lyra". Nel 2002 la collana Oscar Mondadori ha dedicato a Luciano Erba una raccolta delle opere. Tra i premi vinti, il Cittadella (1960), il Carducci (1977), il Viareggio (1980), il Bagutta (1988), il Librex-Montale (1989) e il premio alla carriera del festival internazionale di poesia civile di Vercelli (2005). Nel 2007 l'Accademia dei Lincei gli ha conferito il Premio Feltrinelli per la Poesia. Tutte le sue traduzione liriche sono state raccolte postume in I miei poeti tradotti, a cura di Franco Buffoni.
È morto il 3 agosto 2010 a Milano, all'età di 87 anni. È sepolto a Milano. Il suo archivio è conservato presso il Centro per gli studi sulla tradizione manoscritta di autori moderni e contemporanei dell’Università di Pavia.

## Opere
- Linea K, Modena, Guanda, 1951.
- Il bel Paese, Milano, La Meridiana, 1955.
- Ippogrammi & metaippogrammi di Giovanola, Milano, All'insegna del pesce d'oro, 1958.
- Il prete di Ratanà, Milano, Scheiwiller, 1959.
- Il male minore, Milano, Mondadori, 1960.
- Il prato più verde, Modena, Guanda, 1977.
- Il nastro di Moebius, Milano, Mondadori, 1980.
- Il cerchio aperto, Milano, Scheiwiller, 1983.
- Il tranviere metafisico, Milano, Scheiwiller, 1987.
- L'ippopotamo, Torino, Einaudi, 1989. 2ª ed. commentata a cura di Samuele Fioravanti, Novara, Interlinea edizioni, 2022.
- Come quando in Crimea, Lugano, Laghi di Plitvice, 1992.
- Soltanto segni, Milano, Rotary club sud, 1992.
- Verso Quasar (quae Casar olim dicta erat), Milano, Scheiwiller, 1992.
- Variar del verde, Milano, Scheiwiller, 1993.
- L'ipotesi circense, Milano, Garzanti, 1995.
- Capodanno a Milano, Milano, Scheiwiller, 1996.
- Negli spazi intermedi, Milano, Scheiwiller, 1998.
- Si passano le stagioni, con testi di Roberto Cicala, Novara, Interlinea edizioni, 2002.
- Un po' di repubblica, Novara, Interlinea edizioni, 2005.
- Le contraddizioni, Milano, Quaderni di Orfeo, 2007.
- Fantasia e memoria, acquaforte originale di Luciano Ragozzino, Milano, Il ragazzo innocuo, 2010.
- Già che vai di là, disegno originale di Pierantonio Verga, Milano, Quaderni di Orfeo, 2010.
- Tutte le poesie, Milano, Mondadori, collana Baobab, 2022.